# 乾拓
乾拓（かんたく）は、水を使わないで拓本を採る技術である。

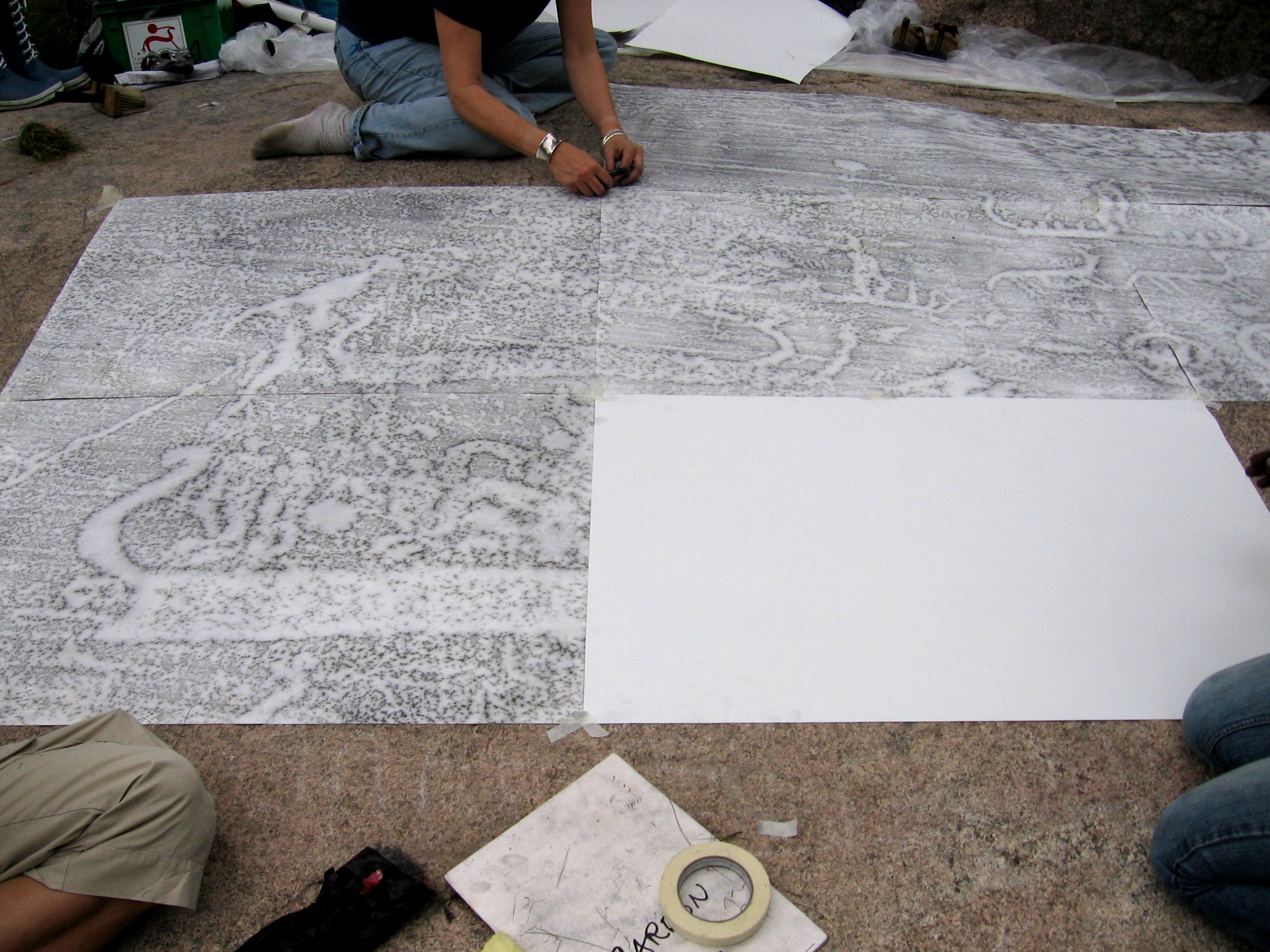
ペトログリフを乾拓する様子

## 概要
元々中国で生まれた拓本は水で画仙紙を対象物の石や金属に貼り付けて、対象物の凹凸に紙を食い込ませ、出た部分にタンポで墨を叩くことで、文字や像を紙の表面に写し取る技法であった（→湿拓）。この技術は1000年以上にわたって中国で使われ、中世には日本にも入ってきたと考えられている。
日本では明治維新後、考古学という新しい学問分野ができた。初期の考古学は出土した瓦や土器の拓本を採って、編年化することが重要であるとされていた。中には水を使えない、着色された出土品や、木製品があったため、考古学者は墨を固めてこすってとる方法を考えついたといわれている。この方法は、誰もが子供の時、コインに紙をあて、鉛筆でこすって模様を写し取った方法と同じである。しかし、誰もそれが拓本の乾拓技法だとは知らずに忘れ去られていった。

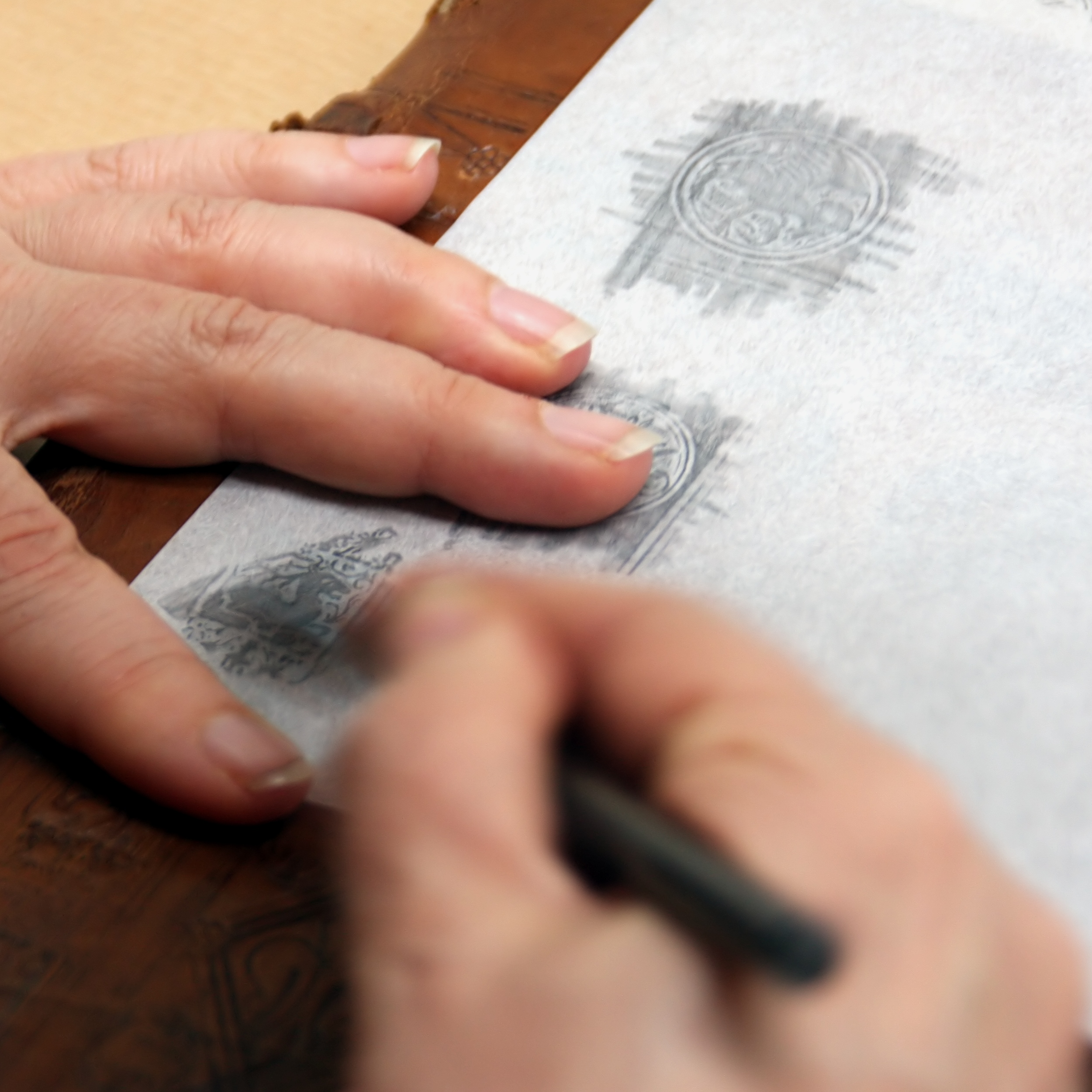
鉛筆で本の表紙のスタンプを乾拓をする様子

乾拓技法はイギリスにも伝わった。十字軍の時代、教会の床に、寄進された騎士や僧侶の真鍮のレリーフが、ロンドンを中心に数多く残っている。これを紙にチョークで写し取る技法が残っており、「ブラスラビング」（英: brass rubbing）と呼ばれている。

## 映画・小説に登場する乾拓
『アラビアのロレンス』で知られるトーマス・エドワード・ロレンスは、父に連れられてブラスラビングをしたといわれている。アガサ・クリスティーの小説にも年老いたブラスラビングの職人が登場する。またダン・ブラウンの推理小説『ダ・ヴィンチ・コード』にも拓本の場面があるが、映画は省かれている。